# Linchamiento

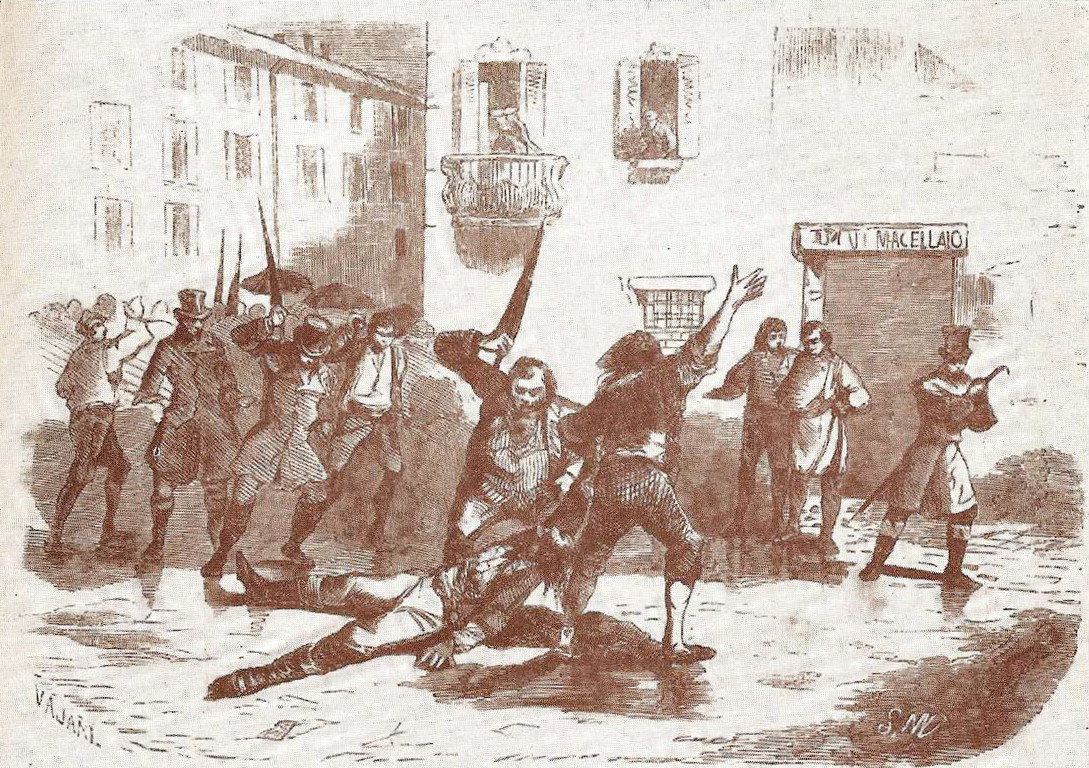
Linchamiento, Italia, principios del

Un linchamiento es la ejecución tumultuaria y sin proceso de un sospechoso o un reo, habitualmente precedida de un arresto ciudadano, con la intención de aplicar la justicia más pronta y directamente sin esperar a formular un proceso legal, ni siquiera uno sumarísimo, y, por tanto, prescindiendo de la autoridad legal establecida, de los derechos humanos y de las garantías del habeas corpus. Se encuentra entre los tipos de ejecución extrajudicial, ilegales, inhumanos, o criminales.
Es un acto que se suele producir de forma espontánea por motivos sociológicos concretos, normalmente por la conmoción social de un delito concreto. En EE. UU., por ejemplo, el 75 % de los linchamientos entre 1880 y 1970 fueron por homicidio (41 %), violación o su intento (25 %), robo y asalto (5 %) y agresión física criminal (4 %).  Sin embargo, también puede producirse por otros motivos. El procedimiento de ejecución elegido suele ser muy violento y con frecuencia precedido de torturas: apaleamiento, ahorcamiento, etc.  
En países en desarrollo se produce ocasionalmente tanto en el medio rural como el urbano. Se ha tratado de concienciar el Estado de Derecho, debido a que algunos son planeados por grupos de interés o producto de acusaciones falsas.

## Etimología

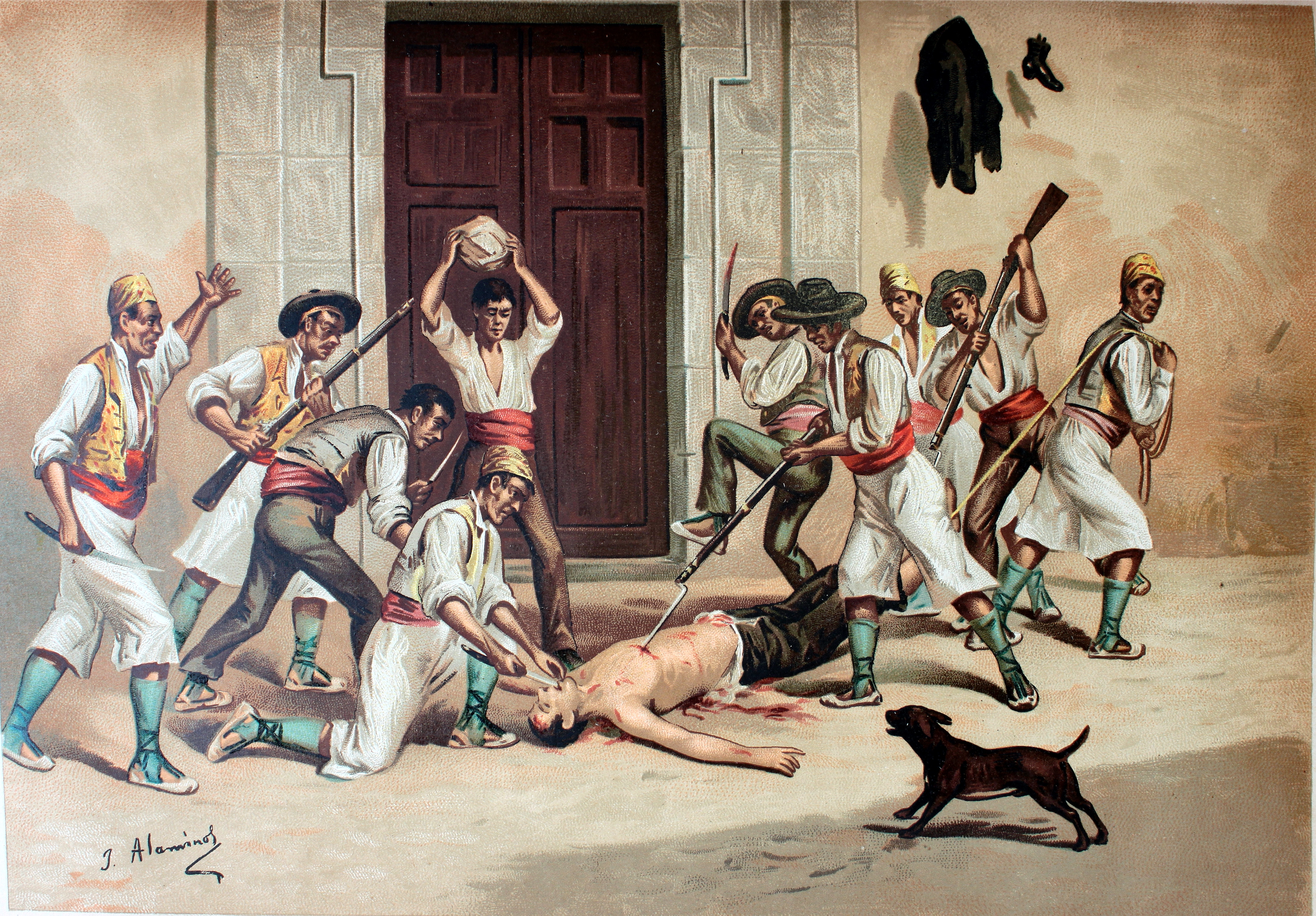
«Muerte del Alcalde de Alcoy D. Agustín Albors» (1873)

La palabra tiene su origen en el vocablo inglés lynching, al parecer originado a partir del apellido irlandés Lynch. Existen dos teorías al respecto. La primera, que se debe a James Lynch Fitzstephen, alcalde de Galway (Irlanda) en el siglo XV, quien se hizo famoso cuando en 1493 hizo ahorcar a su propio hijo tras acusarlo del asesinato de un visitante español. La segunda teoría se refiere a Charles Lynch, juez del estado estadounidense de Virginia en el siglo XVIII, quien en 1780 ordenó la ejecución de una banda de lealistas sin dar lugar a juicio.

## África

### Nigeria
La práctica de las penas extrajudiciales, incluido el linchamiento, se denomina "justicia de la selva" en Nigeria. La práctica es generalizada y "está establecida en la sociedad nigeriana", antes de la existencia de la policía. Los castigos varían entre un "tratamiento fangoso", es decir, hacer rodar en el barro durante horas a golpes severos seguidos de "necklacing". El caso de los cuatro Aluu provocó indignación nacional, se trató del caso de cuatro universitarios que fueron linchados con "necklacing" tras ser acusados falsamente de robo. La ausencia de un sistema judicial y una aplicación de la ley en funcionamiento, junto con la corrupción política, contribuyen a la existencia continua de la práctica.

### Sudáfrica
La práctica de azotar y colgar a los delincuentes y opositores políticos evolucionó en la década de 1980 durante la era del apartheid en Sudáfrica. Los residentes de los barrios negros formaron "tribunales populares", utilizaron el látigo y el "necklacing" para aterrorizar a sus compañeros negros que eran vistos como cómplices del gobierno. El "necklacing" es una tortura que consiste en forzar a una persona a llevar un neumático rociado de gasolina alrededor del pecho o encima de los hombros y prenderlo en llamas. La víctima puede tardar hasta 20 minutos en morir ardiendo, sufriendo graves quemaduras en el proceso. Este método se utilizó para castigar a personas que supuestamente eran traidoras al movimiento de liberación negra junto con sus familiares y conocidos. En ocasiones los "tribunales populares" cometieron errores y utilizaron el sistema para castigar a aquellos que se oponían los líderes del movimiento anti-apartheid.
Surgió una controversia cuando la práctica fue respaldada por Winnie Mandela, entonces esposa de Nelson Mandela y miembro de alto rango en el Congreso Nacional Africano.
Desde 1996, traficantes de drogas y otros miembros de pandillas han sido linchados por People Against Gangsterism and Drugs, una organización paramilitar.

## América

### Bolivia
En Bolivia se planteó un debate en torno a los linchamientos después que fue reconocida la justicia comunitaria. Según los legisladores oficialistas en la justicia indígena no estarían reconocidos los linchamientos, aunque se trata de una práctica muy utilizada por los nativos. El politólogo Jorge Lazarte declaró al periódico Los Tiempos que era normal que los que defienden el reconocimiento de la justicia comunitaria aleguen que linchamientos y pena de muerte no son justicia comunitaria y agregó: "Lo curioso es que son los propios comunitarios quienes aseguran que es así cómo aplican su justicia". No existen cifras precisas, pero en los últimos años se registraron varios linchamientos en Cochabamba, La Paz y Santa Cruz que, según datos del Defensor del Pueblo, fueron 57 durante 2007.

### Brasil
De acuerdo con el The Wall Street Journal, "En los últimos 60 años, hasta 1,5 millones de brasileños han participado en linchamientos... En Brasil, las turbas matan, o intentan matar a más de un presunto infractor de la ley al día, según el sociólogo de la Universidad de São Paulo, José de Souza Martins, el principal experto de Brasil en linchamientos".

### Estados Unidos

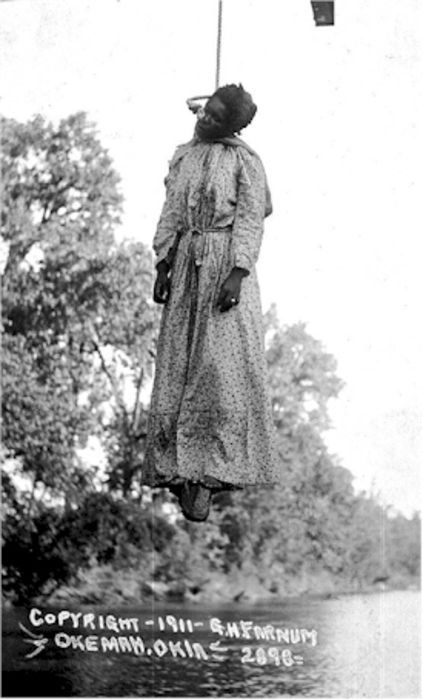
Linchamiento de Laura Nelson y su hijo LD en mayo de 1911 en Oklahoma, EE. UU.

Ya en la Nueva Inglaterra del s. xvii se practicaba el linchamiento.  En 1677, en Marblehead, las mujeres del pueblo lincharon a dos indios.
La práctica del linchamiento continuó en los Estados Unidos, principalmente a finales del siglo XVIII y hasta la década de 1960. Los linchamientos ocurrieron con mayor frecuencia en el sur de Estados Unidos desde 1890 hasta la década de 1920, con un pico en el número anual en 1892.  Los linchamientos eran también muy comunes en el Viejo Oeste; ciertos linchamientos, como el de Robert Maynard en el Territorio de Oregón en 1852, ocurrieron antes del establecimiento de juzgados.  El mayor linchamiento en la historia del país ocurrió en 1891, cuando una turba linchó a 11 inmigrantes italianos.
Entre 1880 y 1970, se linchó a unos 3265 negros, 1082 blancos, 71 mexicanos, 38 indios, 10 chinos, y un japonés; el apogeo en el país de este tipo de crimen fue en 1892.

### Guatemala
En mayo de 2015, una adolescente de dieciséis años fue linchada en  Río Bravo por una multitud, después de ser acusada de haber participado en el asesinato de un taxista.

### Haití
Después del terremoto de 2010, la lenta distribución de suministros de socorro y el gran número de personas afectadas crearon preocupación por los disturbios civiles, marcados por saqueos y justicia popular contra presuntos saqueadores. Una noticia de la CNN informó que: "Al menos 45 personas, la mayoría sacerdotes vudú, han sido linchadas en Haití desde el comienzo de la epidemia de cólera por multitudes enfurecidas que las culpan por la propagación de la enfermedad, dijeron las autoridades".

### México
Aunque poco frecuentes, los linchamientos han tenido cabida en la historia moderna de México. El más famoso ocurrió la noche del 14 de septiembre de 1968 en el pueblo de San Miguel Canoa, en las faldas del volcán Malinche, en el estado de Puebla. De dicho linchamiento fueron víctimas 5 trabajadores de la Universidad Autónoma de Puebla y algunos otros pobladores que se opusieron al acto. Los cinco jóvenes, quienes pasaban por el poblado con la intención de subir al volcán Malinche, se refugiaron allí debido al mal clima que impedía el ascenso. Según relatos, el párroco católico del pueblo fue quien incitó la revuelta propiciando uno de los hechos más escalofriantes motivados por el exacerbado fanatismo religioso; los jóvenes fueron confundidos por estudiantes y acusados de ateos comunistas. Solamente sobrevivieron dos.

### Perú
Se realizaba en el virreinato contra los rebeldes ante la corona española, pero la más reciente en este país ocurrió en abril del 2004, donde el entonces alcalde de la provincia de El Collao, Cirilo Robles Callomamani, fue linchado en Ilave a los 46 años de edad debido a las acusaciones de corrupción, malversación de fondos y dificultades de cumplir las promesas electorales del año 2002. Robles había realizado una reunión en una casa y no en la municipalidad en Ilave que fue custodiada por los protestantes. Estos enterados, entran al domicilio de manera violenta, manteniéndolo cautivo por varias horas hasta llegar a la plaza de Ilave donde fue linchado. Su cadáver fue encontrado en el Puente Viejo de la ciudad.
A este acontecimiento, fue censurado el ministro del Interior, Fernando Rospigliosi, por el Congreso de la República planteada por la oposición (APRA y Unidad Nacional), aprobada el 5 de mayo con 62 votos a favor, 39 en contra y 6 abstenciones, siendo sucedido por Javier Reátegui por el presidente Alejandro Toledo el 8 de mayo.

### República Dominicana
El castigo extrajudicial, incluido el linchamiento a presuntos delincuentes acusados de cometer diversos delitos, que van desde el robo hasta el asesinato, está respaldado por gran parte de la sociedad dominicana. Según una encuesta de Latinobarómetro en 2014, la República Dominicana tenía la tasa más alta de aceptación en América Latina de este tipo de medidas ilegales. Estos problemas son particularmente evidentes en la Región Norte.

## Asia

### Afganistán
El 19 de marzo de 2015, en Kabul, Afganistán, una gran multitud golpeó a una joven, Farkhunda, después de que un mullah local la acusara de quemar una copia del Corán, el libro sagrado del Islam. Poco después, la multitud la atacó y la mató a golpes. Prendieron fuego al cuerpo de la joven en la orilla del río Kabul. Aunque no estaba claro si la mujer había quemado el Corán, los oficiales de policía y los clérigos de la ciudad defendieron el linchamiento, alegando que la multitud tenía derecho a defender su fe a toda costa. Pidieron al gobierno que no tomara medidas contra quienes habían participado en el linchamiento. El evento fue filmado y compartido en las redes sociales. El día después del incidente, seis hombres fueron arrestados bajo acusaciones de linchamiento, y el gobierno de Afganistán prometió continuar con la investigación. El 22 de marzo de 2015, al entierro de Farkhunda asistió una gran multitud de residentes de Kabul; muchos exigieron que se le hiciera justicia. Un grupo de mujeres afganas cargó su ataúd, coreó consignas y exigió justicia.

### India
En India, los linchamientos pueden reflejar tensiones internas entre comunidades étnicas.  Las comunidades a veces linchan a personas acusadas o sospechosas de cometer delitos. Un ejemplo es la masacre de Kherlanji de 2006, en la que cuatro miembros de una familia dalit fueron masacrados por miembros de la casta Kunbi en Khairlanji, una aldea del distrito de Bhandara en Maharashtra. Aunque este incidente se informó como un ejemplo de violencia de casta "superior" contra miembros de una casta "inferior", se descubrió que era un ejemplo de violencia comunitaria. Fue una represalia contra una familia que se había opuesto a la toma del dominio eminente de sus campos para poder construir una carretera que hubiera beneficiado al grupo que los asesinó. Las mujeres de la familia desfilaron desnudas en público, antes de ser mutiladas y asesinadas. Los sociólogos y los científicos sociales rechazan atribuir la discriminación racial al sistema de castas, atribuyen este y otros acontecimientos similares a conflictos étnico-culturales intrarraciales.
Ha habido numerosos linchamientos en relación con la violencia de los justicieros de vacas en la India desde 2014 que involucran principalmente a multitudes que linchaban a musulmanes indios y dalits. Algunos ejemplos notables de tales ataques incluyen el linchamiento de la mafia de Dadri de 2015, el linchamiento de la mafia de Jharkhand de 2016, el linchamiento de la mafia de Alwar de 2017 y el linchamiento de la mafia de Jharkhand en 2019. Se informó de un linchamiento por turbas por tercera vez en Alwar en julio de 2018, cuando un grupo de justicieros de vacas mató a un musulmán de 31 años llamado Rakbar Khan.
En el linchamiento de la mafia de Dimapur en 2015, una mafia en Dimapur, Nagaland, irrumpió en una cárcel y linchó a un violador acusado el 5 de marzo de 2015 mientras esperaba el juicio.
En mayo de 2017, cuando siete personas fueron linchadas en Jharkhand, India ha experimentado otra ola de violencia y asesinatos relacionados con la mafia conocida como los linchamientos indios de WhatsApp luego de la difusión de noticias falsas, principalmente relacionadas con el secuestro de niños y la sustracción de órganos, a través de WhatsApp.
En 2018, el ministro júnior de aviación civil de la India había galardonado y honrado a ocho hombres que habían sido condenados por el linchamiento del comerciante Alimuddin Ansari en Ramgarh en junio de 2017 en un caso de presunta vigilancia clandestina de vacas.
En junio de 2019, el linchamiento de la mafia de Jharkhand provocó protestas generalizadas. La víctima era un hombre musulmán y presuntamente fue obligado a corear consignas hindúes, incluido "Jai Shri Ram".
En julio de 2019, tres hombres fueron asesinados a golpes y linchados por una multitud en el distrito de Chhapra de Bihar, en un caso menor de robo de ganado.
Cuatro civiles han sido linchados por aldeanos en Jharkhand bajo sospecha de brujería, luego de que panchayat decidiera que estaban practicando magia negra.

### Israel
En julio de 2014, tres hombres israelíes secuestraron a Mohammed Abu Khdeir, un palestino de 16 años, mientras esperaba las oraciones del Ramadán al amanecer fuera de su casa en el este de Jerusalén. Lo metieron a la fuerza en su automóvil, lo golpearon mientras conducía hacia el bosque desértico cerca de Jerusalén, al llegar lo torturaron y le golpearon repetidas veces. Después lo rociaron con gasolina y le prendieron fuego. El 30 de noviembre de 2015, los dos menores implicados fueron declarados culpables del asesinato de Khdeir, fueron condenados a cadena perpetua y 21 años de prisión el 4 de febrero. El 3 de mayo de 2016, Ben David fue condenado a cadena perpetua y 20 años más.
El 18 de octubre de 2015, un solicitante de asilo eritreo, Haftom Zarhum, fue linchado por un grupo de soldados israelíes en la estación central de autobuses de Be'er Sheva. Las fuerzas de seguridad israelíes identificaron erróneamente a Haftom como la persona que disparó al autobús de la policía israelí y le dispararon. Momentos después, otras fuerzas de seguridad se unieron a disparar contra Haftom cuando sangraba impotente en el suelo. Luego, un soldado lo golpeó con un banco cercano cuando otros dos soldados se acercaron a la víctima y luego le patearon con fuerza la cabeza y la parte superior del cuerpo, otro soldado le arrojó un banco para evitar que se moviera.  En ese momento, un transeúnte empujó el banco, pero las fuerzas de seguridad echaron hacia atrás la silla, volvieron a patear a la víctima y empujaron al transeúnte. Las fuerzas médicas israelíes no evacuaron a la víctima hasta dieciocho minutos después del primer tiroteo, la víctima recibió 8 disparos. En enero de 2016 cuatro miembros de las fuerzas de seguridad fueron acusadas en relación con el linchamiento. El civil israelí que participó en el linchamiento del civil eritreo fue condenado a 100 días de servicio comunitario y 2000 shekels.
En agosto de 2012, siete jóvenes israelíes fueron arrestados en Jerusalén por lo que varios testigos describieron como un intento de linchamiento de varios adolescentes palestinos. Los palestinos recibieron tratamiento médico y apoyo judicial de las instituciones israelíes.

### Palestina
Multitudes de linchamiento palestino han asesinado a palestinos sospechosos de colaborar con Israel. Según un informe de Human Rights Watch de 2001:
Durante la Primera Intifada, antes de que se estableciera la Autoridad Nacional Palestina (ANP), cientos de presuntos colaboradores fueron linchados, torturados o asesinados, en ocasiones con el apoyo implícito de la OLP. Los asesinatos callejeros de presuntos colaboradores continúan en la actual intifada ... pero en menor medida.
El 12 de octubre de 2000 tuvo lugar el infame y brutal linchamiento en Ramala. Esto sucedió en la estación de policía de Al-Bireh, donde una multitud palestina mató y mutiló los cuerpos de dos reservistas de las Fuerzas de Defensa de Israel, Vadim Norzhich (Nurzhitz) y Yosef "Yossi" Avrahami, que accidentalmente habían entrado en la ciudad de Ramallah en Cisjordania controlada por la Autoridad Palestina y fueron detenidos por policías de la Autoridad Palestina. Los reservistas israelíes fueron golpeados y apuñalados. En este punto, un palestino (más tarde identificado como Aziz Salha), apareció en la ventana, mostrando sus manos empapadas de sangre a la multitud, que estalló en vítores. La multitud aplaudió y aplaudió cuando uno de los cuerpos fue arrojado por la ventana y la multitud frenética lo golpeó y golpeó. A uno de los dos le dispararon, le prendieron fuego y le propinaron una paliza en la cabeza. Poco después, la multitud arrastró los dos cuerpos mutilados a la plaza Al-Manara en el centro de la ciudad y comenzó una improvisada celebración de la victoria. La policía intentó confiscar las imágenes de los reporteros.
El febrero de 2025 Hamdan Ballal, codirector palestino del documental ganador del Óscar "No Other Land", fue golpeado por colonos israelíes en la Cisjordania ocupada antes de ser detenido por la Policía israelí.

### Turquía
El linchamiento a los miembros de las Fuerzas Armadas de Turquía se produjo a raíz del intento de golpe de Estado turco en 2016.

## Europa

### Reino Unido
En el Reino Unido, estalló una serie de disturbios raciales en diversas ciudades en 1919, entre marineros blancos y negros. En Liverpool después de que un marinero negro fuera apuñalado por dos blancos en un pub, sus amigos atacaron 
el pub con intenciones vengativas. En respuesta, la policía allanó viviendas con ocupantes negros, los oficiales iban acompañados de una "multitud de linchadores enfurecidos". Charles Wootton, un joven marinero negro que no había estado involucrado en los ataques fue perseguido por el río Mersey y se ahogó debido al lanzamiento de objetos por parte de la multitud que coreaba "¡Que se ahogue!" El Charles Wootton College en Liverpool fue nombrado en su memoria.
En 1944, Wolfgang Rosterg, un prisionero de guerra alemán conocido por no simpatizar con el régimen nazi, fue linchado por los nazis en el campo de prisioneros de guerra 21 en Comrie, Escocia. Al final de la guerra, cinco de los perpetradores fueron ahorcados en la prisión de Pentonville, la mayor ejecución múltiple en el Reino Unido del siglo XX.

### Alemania
La situación es menos clara con respecto a los "linchamientos" reportados en Alemania. La propaganda nazi a veces trató de representar la violencia patrocinada por el estado como linchamientos espontáneos. El ejemplo más notorio de esto fue la "Kristallnacht" (ocurrida en la noche del 9 al 10 de noviembre de 1938), el gobierno lo describió como el resultado de la "ira popular" contra los judíos, pero se llevó a cabo de manera organizada y planificada, principalmente por hombres de las SS. Del mismo modo, los aproximadamente 150 asesinatos confirmados de miembros de la tripulación sobrevivientes de aviones aliados estrellados en venganza, por lo que la propaganda nazi llamó "terror de bombardeo angloamericano" fueron conducidos principalmente por funcionarios alemanes y miembros de la policía o la Gestapo, aunque a veces los civiles participaron en ellos. La ejecución de la tripulación aérea sin juicio en algunos casos había sido ordenada personalmente por Hitler en mayo de 1944. Públicamente se anunció que los pilotos enemigos ya no estarían protegidos de la "ira pública". Se emitieron órdenes secretas que prohibían a policías y soldados interferir a favor del enemigo en conflictos entre civiles y fuerzas aliadas, o enjuiciar a los civiles que participaran en tales actos. En resumen, "los asaltos a los aviadores aliados accidentados no fueron típicamente actos de venganza por los bombardeos que los precedieron inmediatamente. [...] Los perpetradores de estos asaltos fueron generalmente funcionarios nacionalsocialistas, que no dudaron en ensuciarse las manos. El asesinato por linchamiento en el sentido de comunidades con movimiento social o barrios urbanos fue la excepción".

### España
Una pandilla llamada “Trinitarios” linchó a uno de sus miembros en el distrito madrileño de Tetuán en 2023.

### Turquía
El linchamiento a los miembros de las Fuerzas Armadas de Turquía se produjo a raíz del intento de golpe de Estado turco en 2016.